# 에스칼로프

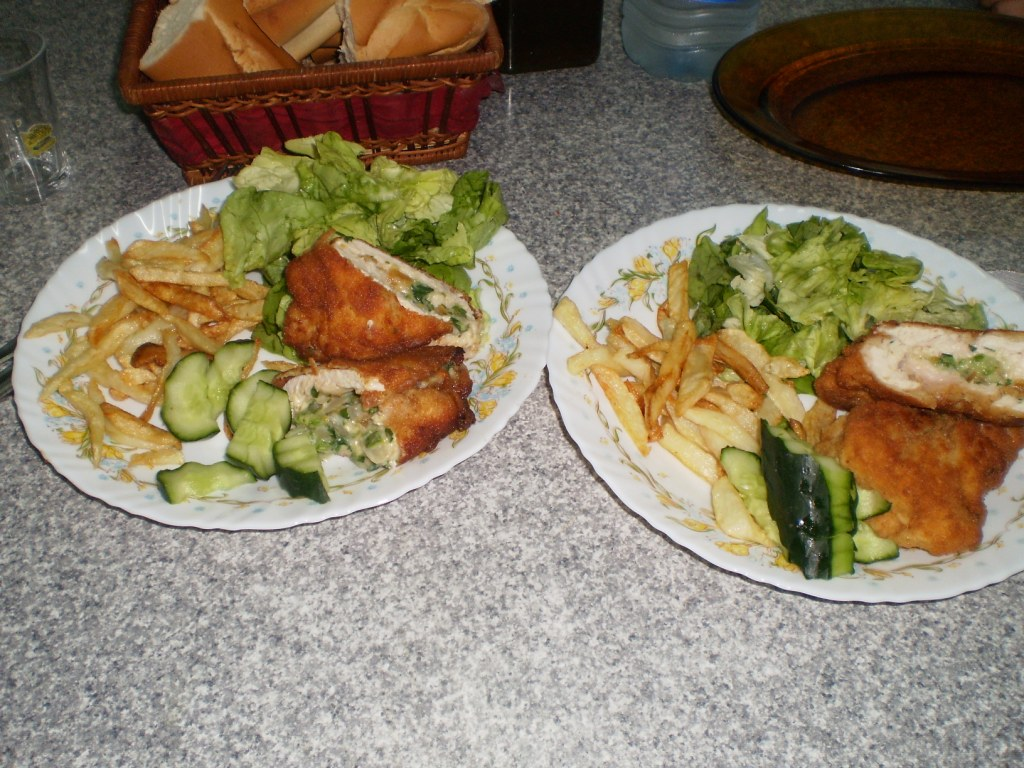
에스칼로프

에스칼로프(Escalope)는 메, 홍두깨를 사용하여 뼈없는 고기를 깎거나 칼의 손잡이로 두드리거나 다진 것이다. 메는 고기의 섬유를 분해하여 부드럽고 얇아진 고기는 더 적은 수분 손실로 빠르게 요리된다. 고기는 그 다음 코팅을 하고 튀긴다.

## 같이 보기
- 커틀릿
- 살팀보카
- 스칼로피네
- 비너 슈니첼
- 슈니첼
- 에스카롯푸